# Collection d'État de monnaies de Munich

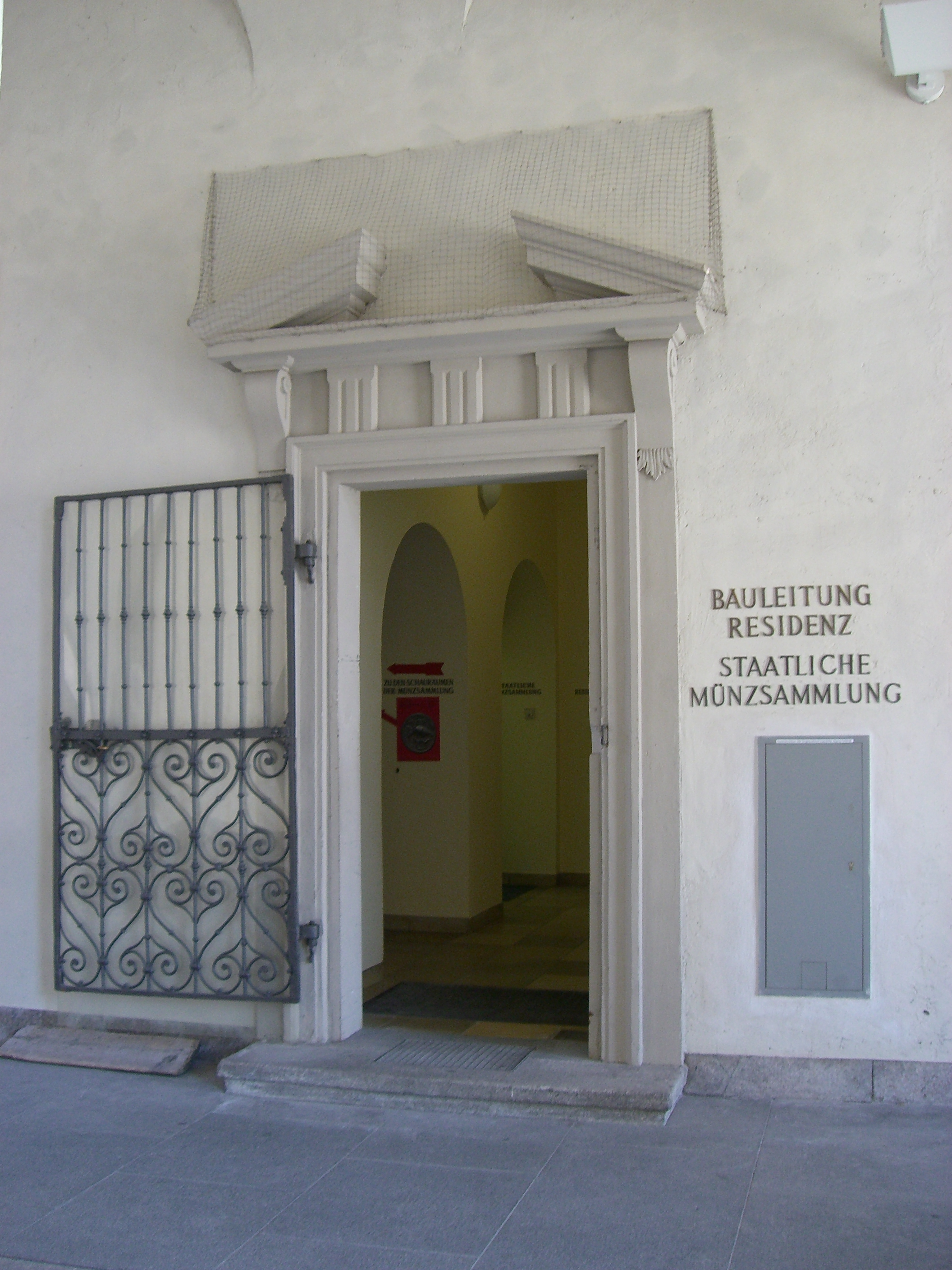
L'entrée du musée dans la Résidence de Munich

La Collection nationale de monnaies de Munich (en allemand, Staatliche Münzsammlung München) est la collection numismatique centrale de Bavière. Elle est située dans le complexe de la Résidence de Munich et abrite plus de 300 000 pièces de monnaie, billets de banque, jetons d'argent et médailles de l'Antiquité à nos jours.

## Histoire
Le Cabinet de Curiosités (ou Kunstkammer) fondée par le duc de Bavière Albert V possédait déjà au XVIe siècle plus de 7 000 pièces. Son fils, le duc Guillaume V, poursuit la collection. À cette époque, le Kunstkammer était installé dans les anciennes écuries du Hofgraben de Munich.
Pendant la guerre de Trente Ans, une partie de la collection désormais électorale revenait aux Suédois comme butin de guerre. Le reste a constitué la base d'une nouvelle collection de monnaies bavaroises.
Avec l'accession au trône du Palatin du Wittelsbach Charles-Théodore, les collections du Palatinat et de la Bavière ont été réunies. À la suite de la sécularisation pendant la période napoléonienne, de nombreuses collections monastiques de pièces de monnaie sont arrivées dans l'État bavarois. La majeure partie a été fondue, mais le conservateur du Münzkabinett avait un droit de sélection, élargissant ainsi la collection. En outre, deux collections complètes ont été acquises par achat auprès de l'Abbaye Saint-Emmeran à Ratisbonne et Saint-Pierre à Salzbourg.
En 1807, le Cabinet Royal des Monnaies fut retiré de l'administration de la cour et placé sous l'autorité de l'Académie des sciences. En raison de son enthousiasme pour la Grèce antique, le prince héritier et plus tard roi Louis Ier était très intéressé par la collection de pièces de monnaie et y a consacré beaucoup de temps. Dans le cadre de sa politique artistique, Louis Ier a régulièrement émis des pièces commémoratives éligibles à la circulation pour des événements notables ou des personnes contemporaines méritantes.
Grâce à d'autres acquisitions, la collection a été considérablement élargie tout au long du XIXe siècle. En particulier, les périodes  du Moyen Âge et de l'ère moderne ont été étendues, car l'accent avait été mis jusqu'alors sur les pièces de monnaie anciennes.
De plus, en 1808, l'ordonnance bavaroise pour la protection des pièces de monnaie et autres antiquités a été publiée. Cela a conduit au fait qu'au XIXe siècle, plus de 330 découvertes ont été signalées au Münzkabinett. Au début, seules les pièces manquantes ont été sélectionnées parmi les trouvailles pour compléter la collection. Peu à peu, cependant, la prise de conscience s'est imposée que les découvertes complètes sont également importantes pour la recherche historique. Cette ordonnance s'applique toujours en principe à l'État libre de Bavière aujourd'hui : la moitié d'une trouvaille appartient au découvreur, l'autre moitié au propriétaire (privé ou étatique).
Dans les trois premières décennies du XXe siècle, le conservateur Georg Habich agrandit le cabinet de monnaie, principalement pour inclure des médailles et des plaques de la Renaissance. En 1961, la collection Rechenpfennig d'Arthur Koenig a été ajoutée, qui comprenait un grand nombre d'objets de la région de Nuremberg. La collection de Paul Arndt a suivi plus tard, en mettant l'accent sur l'art ancien de la taille de la pierre.
Pendant la Seconde Guerre mondiale, le siège de la collection, le bâtiment de l'Académie sur Neuhauser Strasse, a été détruit. Depuis l'externalisation de la vaste bibliothèque spécialisée en numismatique, elle a survécu à la guerre indemne. En 1963, les salles d'exposition d'aujourd'hui ont été ouvertes dans la Résidence de Munich.

## Collection
La collection comprend des pièces de monnaie, des médailles, des billets de banque, des titres et des pierres taillées. La collection comprend actuellement environ 300 000 objets. Les objets les plus anciens proviennent du 3e millénaire avant J.C. Aujourd'hui, le Münzkabinett se concentre principalement sur les pièces de monnaie de l'Antiquité, les médailles de la Renaissance et les thalers de l'histoire bavaroise.

### Pièces de monnaie
En plus des pièces du monde entier, un domaine important de la collection de pièces est la monnaie des Wittelsbach bavarois et du Palatinat. Cela inclut également les territoires anciennement indépendants qui ont été absorbés en Bavière (comme la Franconie) et les villes (comme Nuremberg).

### Médailles
Cette collection se concentre sur les médailles de la Renaissance allemande du XVIe siècle et les modèles de forme associés en bois dur ou en pierre tendre. Cette zone a été développée par le conservateur Georg Habich, spécialiste dans le domaine des médailles de la Renaissance allemande, dans les 30 premières années du XXe siècle. Il a également eu une grande influence sur la conception des médailles allemandes au cours de cette période.
L'art plus récent et moderne des médailles prend également beaucoup de place. Cela a prospéré surtout en France et en Allemagne à partir de la fin du XIXe siècle. Le Cercle des artistes médaillés de Munich, co-fondé en 1988 par la Collection d'État de Médailles, est en contact étroit avec la collection.

### Billets
Cette partie de la collection montre du papier-monnaie du monde entier et de tous âges, notamment :
- un billet de Tael chinois du XIVe siècle
- Bordereau de crédit suédois
- Billets de John Law
- Assignats français
- Billet de banque de la ville de Vienne
- Tickets de caisse et reçus de prêt
- Argent d'État et monnaie de nécessité à partir du XXe siècle

### Pierres taillées
L'une des plus importantes acquisitions dans cette partie du musée a été la collection de gemmes antiques et de camées de Paul Arndt.

### Armoires à monnaies
C'est là que sont rassemblés les cabinets qui abritaient les fonds du Münzkabinett jusqu'en 1960. Le monnayeur à incrustations de bois et de métal selon la technique d'André-Charles Boulle est un bel exemple de l'art de cour français. Les deux armoires à monnaie au décor rococo proviennent du monastère de Salzbourg Saint-Pierre. Les armoires en laque à prédominance japonaise sont remarquables. Ces meubles, peut-être acquis par l'électeur Maximilien-Emmanuel de Bavière, ne furent utilisés qu'au début du XIXe siècle et convertis en armoires à monnaie pour la collection au début du XXe siècle.

## Bibliothèque
La collection de pièces possède la plus grande bibliothèque numismatique publique d'Allemagne. Elle contient plus de 26 000 volumes sur la numismatique, l'histoire économique et l'histoire générale de l'Antiquité aux temps modernes. 

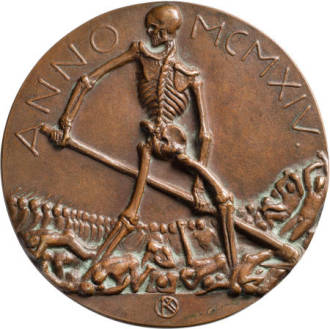
Karl Kiefer, Médaille Diabolus Perdidit Europam (Le Diable corrompt l'Europe), 1914. Collection de pièces d'État de Munich. Photo : Nicolai Kästner
Hubertus von Pilgrim, médaille sur Hermann Hesse, 2003
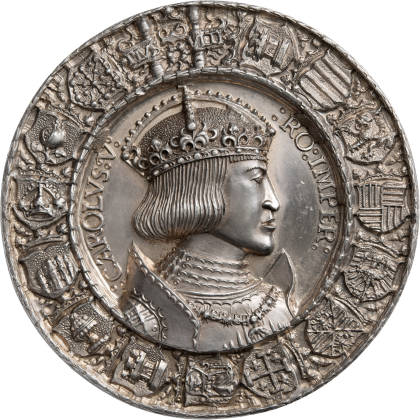
Hans Krafft l'Ancien, d'après un dessin d'Albrecht Dürer, Médaille de dédicace de la ville de Nuremberg, 1521, Munich, Collection de pièces d'État
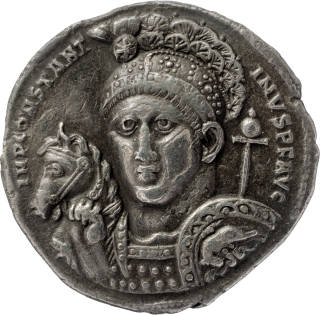
Constantin le Grand, médaillon en argent, Ticinum ou Rome, 315, avers : Constantin avec christogramme sur le casque
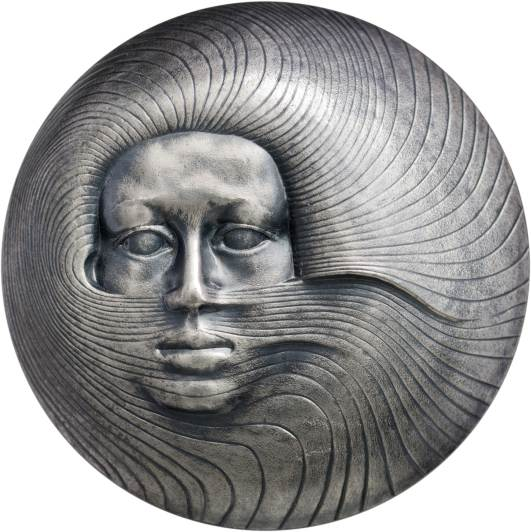
Kauko Räsänen, médaille à la conférence des Nations unies sur la protection de l'environnement à Stockholm, 1972, recto
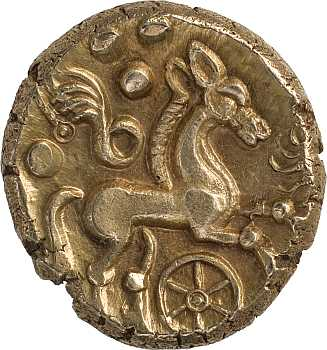
Celtes, Grande-Bretagne, Statère, Or, Ier siècle apr. J.-C., cheval stylisé